# Hans Sedlmayr
Hans Sedlmayr (Szarvkő, Reino de Hungría, 18 de enero de 1896 – Salzburgo, 9 de julio de 1984) fue un historiador del arte austríaco nacido en territorio húngaro. Estudió arquitectura en el Politécnico de Viena e Historia del arte en la Universidad de Viena, siendo luego profesor de Historia del arte en las universidades de Múnich y Salzburgo. Durante el Tercer Reich fue miembro del partido nacional-socialista. Adscrito al formalismo, fue miembro de la Escuela de Viena de Historia del Arte. 

## Obra
- Fischer von Erlach der Ältere. R. Piper, Múnich 1925
- Die Architektur Borrominis, Berlín (1930)
- Zu einer strengen Kunstwissenschaft. En: Kunstwissenschaftliche Forschungen 1: 7–32
- Zum Begriff der Strukturanalyse. En: Kritische Berichte zur kunstgeschichtlichen Literatur 32: 146-160 1931
- Das erste mittelalterliche Architektursystem. En: Kunstwissenschaftliche Forschungen 2: 25-62 1933
- Die 'Macchia' Bruegels. En: Jahrbuch der Kunsthistorischen Sammlungen in Wien 8: 137-160 1934
- Über eine mittelalterliche Art des Abbildens. En: Critica d'arte 1: 261-269 1935/36
- Verlust der Mitte (Pérdida del centro), Salzburgo 1948
- Die Entstehung der Kathedrale, Zúrich 1950
- Allegorie und Architektur, Roma 1955
- Die Revolution der Modernen Kunst. Rowohlts Deutsche Enzyklopädie, Hamburgo 1955
- Johann Bernhard Fischer von Erlach. Viena/Múnich 1956. 2ª ed. Viena 1976. Reedic. Stuttgart 1997
- Epochen und Werke.Gesammelte Schriften zur Kunstgeschichte. 2 vols. Viena/Múnich 1959/1960
- Die Schauseite der Karlskirche in Wien, Viena 1960
- Der Tod des Lichtes. Salzburg 1964
- Zum Sehen Barocker Architekturen, Múnich 1985
- Das goldene Zeitalter. Eine Kindheit, Múnich 1986
- Rokoko. Struktur und Wesen einer europäischen Epoche (El rococó. Estructura y esencia de una época europea) , con Hermann Bauer, Colonia 1992